# Tour d'Abou Dabi 2015
La 1re édition du Tour d'Abou Dabi a eu lieu du 8 au 11 octobre 2015. Elle fait partie du calendrier UCI Asia Tour 2015 en catégorie 2.1.

## Équipes
| WorldTeams (10)- BMC Racing Team - Etixx-Quick Step - Tinkoff-Saxo - Giant-Alpecin - Orica-GreenEDGE - Sky - Astana - Movistar Team - Katusha - Lampre-Merida Équipes continentales professionnelles (5)- Drapac - Colombia - Bora-Argon 18 - MTN-Qhubeka - UnitedHealthcare Équipes continentales (2)- Wiggins - Skydive Dubai-Al Ahli Club Équipe nationale- Émirats arabes unis |
| |

## Déroulement de la course

### 1reétape
| Classement de l'étape | Classement de l'étape | Classement de l'étape | Classement de l'étape | Classement de l'étape |
|                       | Coureur               | Pays                  | Équipe                | Temps                 |
| --------------------- | --------------------- | --------------------- | --------------------- | --------------------- |
| 1er                   | Andrea Guardini       | Italie                | Astana                | en 4 h 21 min 11 s    |
| 2e                    | Tom Boonen            | Belgique              | Etixx-Quick Step      | m.t                   |
| 3e                    | Daniele Bennati       | Italie                | Tinkoff-Saxo          | m.t                   |
| modifier              |                       |                       |                       |                       |

| Classement général | Classement général | Classement général | Classement général | Classement général |
|                    | Coureur            | Pays               | Équipe             | Temps              |
| ------------------ | ------------------ | ------------------ | ------------------ | ------------------ |
| 1er                | Andrea Guardini    | Italie             | Astana             | en 4 h 21 min 1 s  |
| 2e                 | Tom Boonen         | Belgique           | Etixx-Quick Step   | + 4 s              |
| 3e                 | Daniele Bennati    | Italie             | Tinkoff-Saxo       | + 6 s              |
| modifier           |                    |                    |                    |                    |

### 2eétape
| Classement de l'étape | Classement de l'étape | Classement de l'étape | Classement de l'étape | Classement de l'étape |
|                       | Coureur               | Pays                  | Équipe                | Temps                 |
| --------------------- | --------------------- | --------------------- | --------------------- | --------------------- |
| 1er                   | Elia Viviani          | Italie                | '                     |                       |
| 2e                    | Peter Sagan           |                       |                       |                       |
| 3e                    | Fabio Sabatini        | Italie                |                       |                       |
| modifier              |                       |                       |                       |                       |

| Classement général | Classement général | Classement général | Classement général | Classement général |
|                    | Coureur            | Pays               | Équipe             | Temps              |
| ------------------ | ------------------ | ------------------ | ------------------ | ------------------ |
| 1er                | Elia Viviani       | Italie             | '                  |                    |
| 2e                 | Andrea Guardini    | Italie             |                    |                    |
| 3e                 | Peter Sagan        |                    |                    |                    |
| modifier           |                    |                    |                    |                    |

### 3eétape
| Classement de l'étape | Classement de l'étape | Classement de l'étape | Classement de l'étape | Classement de l'étape |
|                       | Coureur               | Pays                  | Équipe                | Temps                 |
| --------------------- | --------------------- | --------------------- | --------------------- | --------------------- |
| 1er                   | Esteban Chaves        | Colombie              | '                     |                       |
| 2e                    | Fabio Aru             | Italie                |                       |                       |
| 3e                    | Wout Poels            | Pays-Bas              |                       |                       |
| modifier              |                       |                       |                       |                       |

| Classement général | Classement général | Classement général | Classement général | Classement général |
|                    | Coureur            | Pays               | Équipe             | Temps              |
| ------------------ | ------------------ | ------------------ | ------------------ | ------------------ |
| 1er                | Esteban Chaves     | '                  | '                  |                    |
| 2e                 | Fabio Aru          |                    |                    | Italie             |
| 3e                 | Wout Poels         |                    |                    |                    |
| modifier           |                    |                    |                    |                    |

### 4eétape
| Classement de l'étape | Classement de l'étape | Classement de l'étape | Classement de l'étape | Classement de l'étape |
|                       | Coureur               | Pays                  | Équipe                | Temps                 |
| --------------------- | --------------------- | --------------------- | --------------------- | --------------------- |
| 1er                   | Elia Viviani          | Italie                | '                     |                       |
| 2e                    | Peter Sagan           |                       |                       |                       |
| 3e                    | Andrea Guardini       | Italie                |                       |                       |
| modifier              |                       |                       |                       |                       |

## Classements finals

### Classement général final
| Classement général final | Classement général final | Classement général final | Classement général final | Classement général final |
|                          | Coureur                  | Pays                     | Équipe                   | Temps                    |
| ------------------------ | ------------------------ | ------------------------ | ------------------------ | ------------------------ |
| 1er                      | Esteban Chaves           | '                        | '                        |                          |
| 2e                       | Fabio Aru                | Italie                   |                          |                          |
| 3e                       | Wout Poels               |                          |                          |                          |
| 4e                       | Janez Brajkovic          |                          |                          |                          |
| 5e                       | Diego Ulissi             | Italie                   |                          |                          |
| 6e                       | Gianluca Brambilla       | Italie                   |                          |                          |
| 7e                       | Alejandro Valverde       |                          |                          |                          |
| 8e                       | Leopold Konig            |                          |                          |                          |
| 9e                       | Vincenzo Nibali          | Italie                   |                          |                          |
| modifier                 |                          |                          |                          |                          |

### Classements annexes

#### Classement par points
| Classement par points | Classement par points | Classement par points | Classement par points | Classement par points |
| --------------------- | --------------------- | --------------------- | --------------------- | --------------------- |
|                       | Coureur               | Pays                  | Équipe                | Point(s)              |
| modifier              |                       |                       |                       |                       |

#### Classement du meilleur grimpeur
| Classement du meilleur grimpeur | Classement du meilleur grimpeur | Classement du meilleur grimpeur | Classement du meilleur grimpeur | Classement du meilleur grimpeur |
| ------------------------------- | ------------------------------- | ------------------------------- | ------------------------------- | ------------------------------- |
|                                 | Coureur                         | Pays                            | Équipe                          | Point(s)                        |
| modifier                        |                                 |                                 |                                 |                                 |

#### Classement des sprints
| Classement du meilleur sprinteur | Classement du meilleur sprinteur | Classement du meilleur sprinteur | Classement du meilleur sprinteur | Classement du meilleur sprinteur |
| -------------------------------- | -------------------------------- | -------------------------------- | -------------------------------- | -------------------------------- |
|                                  | Coureur                          | Pays                             | Équipe                           | Point(s)                         |
| modifier                         |                                  |                                  |                                  |                                  |

#### Classement du meilleur jeune
| Classement du meilleur jeune | Classement du meilleur jeune | Classement du meilleur jeune | Classement du meilleur jeune | Classement du meilleur jeune |
|                              | Coureur                      | Pays                         | Équipe                       | Temps                        |
| ---------------------------- | ---------------------------- | ---------------------------- | ---------------------------- | ---------------------------- |
| modifier                     |                              |                              |                              |                              |

#### Classement par équipes
| Classement par équipes | Classement par équipes | Classement par équipes | Classement par équipes |
|                        | Équipe                 | Pays                   | Temps                  |
| ---------------------- | ---------------------- | ---------------------- | ---------------------- |
| modifier               |                        |                        |                        |

### UCI Asia Tour
Ce Tour d'Abu Dabi attribue des points pour l'UCI Asia Tour 2015, par équipes seulement aux coureurs des équipes continentales professionnelles et continentales, individuellement à tous les coureurs sauf ceux faisant partie d'une équipe ayant un label WorldTeam.
| Position,          | 1er | 2e | 3e | 4e | 5e | 6e | 7e | 8e | 9e | 10e | 11e | 12e |
| Classement général | 80  | 56 | 32 | 24 | 20 | 16 | 12 | 8  | 7  | 6   | 5   | 3   |
| Par étape          | 16  | 11 | 6  | 5  | 4  | 2  |    |    |    |     |     |     |
| Leader, par étape  | 8   |    |    |    |    |    |    |    |    |     |     |     |